# Gócs Ede
Gócs Ede [eredetileg Gotsch Engelbert, vagy Engelbrecht] (1814 körül – Szamosújvár, 1898. február 20. előtt) énekes-színész, színigazgató, karmester, ének- és zenetanár, 1848–49-es honvédhadnagy.

## Életútja
Morvaországi származású családban született, anyanyelve német volt. 1837-ben a Pesti Magyar Színház karénekese lett (basszista), ahonnan 1839-ben megszökött. Később kartanító, majd 1840-ben Kolozsvárott karmester lett Kilényi Dávidnál. 1846. július végén Győrött Egedy Istvánnál volt operaigazgató, ahol 1847. január 9-től március 28-ig ismét megfordult, s ekkor színigazgató is volt.
A szabadságharcban a 25. honvédzászlóaljnál szolgált előbb őrmesteri, majd 1849. június 29-től hadnagyi rangban. Valószínűleg a komáromi várőrséggel tette le a fegyvert, ezért nem kellett bujdosnia.
1851. húsvét másodnapjától 1869/1870-ig Kolozsvárott működött karnagyként, amikor előrehaladott korára való tekintettel lemondott.  1853. február 26-án Erkel Hunyadi László operáját mutatták be Kolozsvárott Gócs Ede vezényletével. Az 1860–1861-es évadban két operát adtak elő: Verdi Traviatáját (1861. április 6-án A tévedt nő címmel), valamint William Vincent Wallace zenéjével a Maritánát és Jules Massenet Don Cézár de Bazan című háromfelvonásos dalművét (1861. május 4.). Közben 1860. július 21-én Zágrábban vendégszerepelt karmesterként Reszler István debreceni társulatával, s ekkor vitték színre itt először Erkel Hunyadiját. 1864-ben Győrött a „Győri Ének- és Zeneegylet” korrepetitora és karnagya volt, Giuseppe Verdi „Ernani” című operáját tanította be és adta elő nagy sikerrel. A Kolozs megyei Honvédegylet tagja volt. 1871. május havában Szamosújvár városa örmény katolikus főegyházi karnaggyá, valamint görögkatolikus teológiai és tanítóképezdei ének- és zenetanárrá nevezte ki.
Legnevesebb alakítását Gaetano Donizetti Don Pasquale című vígoperájának főszerepében nyújtotta. Működésének legfontosabb állomásai Pécs, Győr, Arad, Debrecen, Szeged, Kolozsvár és Marosvásárhely voltak. Több alkalmi kompozíciót is írt, pl. Sárosi Gyula Az idegenek Aradon c. drámájához.
Nejéről, „Anikóról”, aki Győrött 1847-ben a kedvelt színésznők közé tartozott, Déryné Széppataki Róza így írt (Naplója III. kötete, 449. oldalán): »Énekelt a kórusokban is, segédszerepeket is játszott olykor, nem volt senkinek vele baja«. 1850–1851-ben Győrött szerepelt. 1866-tól felesége Messerschmidt Mária volt, aki 1878. május 7-én, harmincévesen hunyt el Szamosújváron. Gyermekei Ilona és Irén voltak.